# (15001) Fuzhou
(15001) Fuzhou est un astéroïde de la ceinture principale.

## Description
(15001) Fuzhou est un astéroïde de la ceinture principale. Il fut découvert le 21 novembre 1997 à la station de Xinglong par le programme Beijing Schmidt CCD Asteroid Program. Il présente une orbite caractérisée par un demi-grand axe de 2,97 UA, une excentricité de 0,13 et une inclinaison de 11,5° par rapport à l'écliptique.

## Compléments